# Lami (Figi)
Lami è una delle principali città delle  isole Figi, situata a nord di Suva.
| Controllo di autorità | VIAF (EN) 138134921 · J9U (EN, HE) 987007567173805171 |